# Ангелски мост
Ангелският мост (на естонски: Inglisild) е най-старият мост в естонския град Тарту.
Намира се на хълма Тоомемаги (Toomemägi, „Катедрален хълм“), над улица Lossi tänav („Дворцова улица“). Построен е през 1836 – 1838 г. по проект на архитекта Йохан Вилхелм Краузе. На моста има барелеф на първия ректор на Тартуския университет (след повторното му отваряне) Георг Фридрих Парот с текста „Otium reficit vires“ („почивката възвръща силите“) на моста.
На мястото на Ангелския мост през 1814 г. е построен тесен дървен мост. През 1836 г. мостът е заменен с нов, с трегери и е обновен през 1913 г., когато е добавен барелефът на Георг Фридрих Парот.  На 21 април 2012 г. мостът получава нощно осветление. 

## Галерия
- Ангелският мост
- Мостът през 1830 г.
- Мостът през 1860 г.
- Мостът през есента
- Барелефът на Парот
- Мостът, сниман през нощта на 21 юни 2015
- Полет с дрон от Дяволския мост до Ангелски мост